# Бендзехово
Бендзехово (пол. Będziechowo, нім. Bandsechow) — село в Польщі, у гміні Ґлувчиці Слупського повіту Поморського воєводства.
Населення — 140 осіб (2011).
У 1975-1998 роках село належало до Слупського воєводства.

## Демографія
Демографічна структура станом на 31 березня 2011 року:
|          | Загалом | Допрацездатний вік | Працездатний вік | Постпрацездатний вік |
| -------- | ------- | ------------------ | ---------------- | -------------------- |
| Чоловіки | 74      | 17                 | 55               | 2                    |
| Жінки    | 66      | 13                 | 39               | 14                   |
| Разом    | 140     | 30                 | 94               | 16                   |